# Estação Pireu
Pireu é uma das estações terminais da Linha 1 do metro de Atenas.